# Dariusz Wrzosek
Dariusz Wrzosek (ur. 1964) – polski matematyk, profesor nauk matematycznych. Specjalizuje się w matematyce stosowanej oraz równaniach różniczkowych cząstkowych. Profesor zwyczajny w Zakładzie Równań Fizyki Matematycznej Instytutu Matematyki Stosowanej i Mechaniki Wydziału Matematyki, Informatyki i Mechaniki Uniwersytetu Warszawskiego.

## Życiorys
Studia z matematyki ukończył na Wydziale Matematyki, Informatyki i Mechaniki UW w 1987, gdzie następnie został zatrudniony i zdobywał kolejne awanse akademickie. Stopień doktorski uzyskał w 1993 na podstawie pracy pt. Analysis of Evolutionary Systems Describing Non-Linear Phenomena in Semiconductors (Analiza układów równań różniczkowych opisujących zjawiska nieliniowe w półprzewodnikach), przygotowanej pod kierunkiem prof. Marka Niezgódki. Habilitował się w roku 2000 na podstawie dorobku naukowego i rozprawy pt. Nieskończone układy równań typu reakcja-dyfuzja w teorii koagulacji-fragmentacji. Tytuł naukowy profesora nauk matematycznych otrzymał w 2010. Na macierzystym Wydziale Matematyki, Informatyki i Mechaniki UW pełni funkcję prodziekana ds. finansowych.
Część jego pracy naukowej poświęcona jest modelowaniu matematycznemu procesów biologicznych, poczynając od pracy magisterskiej „Cykle graniczne w układach typu drapieżnik-ofiara”. Oprócz zajęć na rodzimym wydziale prowadził również zajęcia z matematyki na Wydziale Biologii UW. Jest autorem podręcznika pt. Matematyka dla biologów (Wydawnictwa Uniwersytetu Warszawskiego, Warszawa 2008, ISBN 978-83-235-0351-4). Również jeden z projektów badawczych, w których brał udział dotyczył relacji drapieżnik-ofiara (na przykładzie rozwielitek) – we współpracy z Maciejem Gliwiczem, a kolejny dotyczył chemotaksji. Swoje prace publikował w takich czasopismach jak m.in. „Mathematical Models and Methods in Applied Sciences", „SIAM Journal on Mathematical Analysis” oraz „Nonlinear Analysis: Theory, Methods & Applications”, jak również  w pismach biologicznych, jak „Hydrobiologia” czy „The American Naturalist”. Sam jest członkiem redakcji „Wiadomości Matematycznych”.
Od 2007 członek Polskiego Towarzystwa Matematycznego. Laureat Nagrody im. Hugona Steinhausa za 2015 rok „za całokształt dorobku w dziedzinie zastosowań matematyki”
Żonaty, ma troje dzieci.